# Pseudanophthalmus sidus
Pseudanophthalmus sidus är en skalbaggsart som beskrevs av Barr. Pseudanophthalmus sidus ingår i släktet Pseudanophthalmus och familjen jordlöpare. Inga underarter finns listade i Catalogue of Life.